# کاربونراس
کاربونراس (به اسپانیایی: Carboneras) دهستانی در استان آلمریای اسپانیا است.
در این دهستان ۷۲۶۷ نفر زندگی می‌کنند. مساحت این دهستان ۹۵٫۵۳ کیلومتر مربع است.